# Machelen (Flandre-Orientale)
Pour les articles homonymes, voir Machelen.
Machelen (aussi Machelen-sur-Lys, Machelen-aan-de-Leie) est une section de la commune belge de Zulte située en Région flamande dans la province de Flandre-Orientale. C'était une commune à part entière avant la fusion des communes de 1977.

## Démographie

### Évolution démographique
- Sources : INS, Rem. : 1831 jusqu'en 1970 = recensements, 1976 = nombre d'habitants au 31 décembre[2].

## Musée
- Musée Raveel (nl).

## Personnalité née à Machelen
- Roger Raveel, peintre, est né à Machelen en 1921.